# سرخاب‌کولی (سرده)
سرخاب‌کولی (Phytolacca) سرده‌ای از میخک‌سانان چندساله که بومی آمریکای شمالی و جنوبی و شرق آسیا و زلاندنو هستند و موادی دارند که برای پستانداران سمی است، اما پرندگان به‌راحتی میوه آن‌ها را می‌خورند، زیرا پوسته دانه آن‌ها در دستگاه گوارش پرندگان قابل هضم نیست.